# Adolf Bibič
Adolf Bibič, slovenski politolog, univerzitetni profesor * 3. februar 1933, Bizeljsko, † 17. november 1996, Ljubljana.

## Življenje in delo
Študiral je na ljubljanski univerzi, diplomiral iz prava 1957 in 1970 doktoriral iz pravnopolitičnih znanosti na Pravni fakulteti v Ljubljani (PF). Strokovno se je izpopolnjeval v Sovjetski zvezi in Združenih državah Amerike. Nekaj časa je opravljal sodniški poklic, leta 1960 pa je postal asistent na ljubljanski PF ter se izpopolnjeval na inštitutih za družbene vede v Beogradu oz. za sociologijo v Ljubljani, kasneje pa še po pol leta v ZDA in Sovjetski zvezi, kot tudi v Franciji in Nemčiji. Leta 1962 je prešel na Visoko šolo za politične vede v Ljubljani, kjer je bil ustanovni in dolgoletni predstojnik raziskovalnega centra za politične vede, 1976 je bil izvoljen za rednega profesorja obče politologije in zgodovine politične misli, takrat že na FSPN (njen dekan je bil med leti 1977 in 1979, nato predstojnik katedre za politične vede (v 90. letih za teoretično politologijo) ter od 1991 do 1993 tudi prvi predstojnik Oddelka za politologijo po reogranizaciji Fakultete za družbene vede (FDV). O zgodovini političnih idej je dolgo časa vzporedno predaval tudi na Filozofski fakulteti. Profesor Bibič je bil član več strokovnih društev in uredniških odborov revij, mdr. je bil dolgoletni glavni in odgovorni urednik osrednje slovenske družboslovne revije Teorija in praksa (1973-1986), pobudnik ustanovitve (1968) in prvi predsednik Slovenskega politološkega društva ter v letih 1976−82 član izvršnega odbora Mednarodnega združenja za politične vede (IPSA). 1986−90 je bil predstojnik Marksističnega centra pri Centralnem komiteju ZKS. Za več objavljenih del je 1982 prejel Kidričevo nagrado.
Bibič je med slovenskimi družboslovci izstopal po plodovitosti, globini teoretičnega razmisleka in analitični prodornosti, ter je imel odločilen delež pri uveljavljanju politologije in njenem vključevanju v pedagoški in znanstvenoraziskovalni sistem družbenih znanosti na Slovenskem. njegova bibliografija vsebuje 313 zapisov med njimi več monografij ter zbornikov, ki jih je uredil, zlasti o problematiki predmeta in vloge politične znanosti, interesov in intersnih skupin, teorije civilne družbe in sodobne države ter še posebej pluralizma. Politični filozofi, ki se jim je posvečal, so bili v prvi vrsti G. W. F. Hegel, Karl Marx, Rosa Luxemburg, Edvard Kardelj in Antonio Gramsci, vendar je obravnaval tudi števile politične mislece od antike, preko srednjega in novega veka, do modernih političnih znanstvenikov 20. stoletja različnih nazorskih orientacij; z nekaterimi od teh je tudi sodeloval.